# Klyuchevskit
Klyuchevskit (IMA-Symbol Kyv) ist ein sehr selten vorkommendes Mineral aus der Mineralklasse der „Sulfate (einschließlich Selenate, Tellurate, Chromate, Molybdate und Wolframate)“ mit der chemischen Zusammensetzung K3Cu3Fe3+[O2|(SO4)4] und damit chemisch gesehen Kalium-Kupfer-Eisen-Sulfat mit zusätzlichen Sauerstoffionen sowie das Eisen-Analogon zum aluminiumdominierten Alumoklyuchevskit.
Klyuchevskit kristallisiert im monoklinen Kristallsystem und entwickelt nadelige, nach der b-Achse [010] gestreckte Kristalle bis etwa 0,5 mm Größe mit einem glasähnlichen bis halbmetallischen Glanz auf den Oberflächen. Das Mineral ist durchsichtig und von graugrüner, dunkelgrüner oder olivgrüner Farbe. Als idiochromes Mineral hinterlässt Klyuchevskit auf der Strichtafel einen hellgrünen Strich.

## Etymologie und Geschichte
Erstmals entdeckt wurde Klyuchevskit in Mineralproben, die nach der großen Spalteneruption an den Fumarolen des Tolbatschik auf der Halbinsel Kamtschatka im russischen Föderationskreis Ferner Osten gesammelt wurden. Die Analyse und Erstbeschreibung erfolgte durch Lidija Pawlowna Wergassowa, Stanislaw K. Filatow, M. G. Gorskaja, V. V. Ananjew, A. S. Scharow (russisch: Л. П. Вергасова, С. К. Филатов, М. Г. Горская, В. В. Ананьев, А. С. Шаров), die das Mineral nach der Kljutschewskaja-Gruppe benannten, zu der neben dem Hauptvulkan Kljutschewskaja Sopka unter anderem auch der Tolbatschik gehört.
Die Untersuchungsergebnisse und der gewählte Name wurden 1987 zur Prüfung bei der International Mineralogical Association eingereicht (interne Eingangs-Nr. der IMA: 1987-027), die den Klyuchevskit als eigenständige Mineralart anerkannte. Die Publikation folgte zwei Jahre später im russischen Fachmagazin Sapiski Wsessojusnogo Mineralogitscheskogo Obschtschestwa (russisch Записки Всесоюзного Минералогического Общества, englisch Zapiski Vsesoyuznogo Mineralogicheskogo Obshchestva) und wurde 1990 bei der Publikation der New Mineral Names im englischsprachigen Fachmagazin American Mineralogist nochmals bestätigt.
Das Typmaterial des Minerals wird in der Mineralogischen Sammlung der Staatlichen Bergbau-Universität Sankt Petersburg (ehemals Staatliches Bergbauinstitut) in Sankt Petersburg unter der Katalog-Nr. 979/1 aufbewahrt.

## Klassifikation
Da der Klyuchevskit erst 1987 als eigenständiges Mineral anerkannt wurde, ist er in der seit 1977 veralteten 8. Auflage der Mineralsystematik nach Strunz noch nicht verzeichnet. Im Lapis-Mineralienverzeichnis nach Stefan Weiß, das sich aus Rücksicht auf private Sammler und institutionelle Sammlungen noch nach dieser alten Form der Systematik von Karl Hugo Strunz richtet, erhielt das Mineral die System- und Mineral-Nr. VI/B.05-50. In der „Lapis-Systematik“ entspricht dies der Klasse der „Sulfate, Chromate, Molybdate und Wolframate“ und dort der Abteilung „Wasserfreie Sulfate, mit fremden Anionen“, wobei in den Gruppen VI/B.01 bis 10 vorwiegend Verbindungen mit mittelgroßen Kationen eingeordnet sind. Klyuchevskit bildet hier zusammen mit Alumoklyuchevskit, Chlorothionit, Fedotovit, Kamchatkit, Piypit und Puninit die unbenannte Gruppe VI/B.05 (Stand 2018).
Die von der IMA zuletzt 2009 aktualisierte 9. Auflage der Strunz’schen Mineralsystematik ordnet den Klyuchevskit in die erweiterte Klasse der „Sulfate (Selenate, Tellurate, Chromate, Molybdate und Wolframate)“, dort aber ebenfalls in die Abteilung der „Sulfate (Selenate usw.) mit zusätzlichen Anionen, ohne H2O“ ein. Diese ist allerdings weiter unterteilt nach der relativen Größe der beteiligten Kationen, so dass das Mineral entsprechend seiner Zusammensetzung in der Unterabteilung „Mit mittelgroßen und großen Kationen“ zu finden ist, wo es zusammen mit Alumoklyuchevskit die unbenannte Gruppe 7.BC.45 bildet.
Auch die vorwiegend im englischen Sprachraum gebräuchliche Systematik der Minerale nach Dana ordnet den Klyuchevskit in die Klasse der „Sulfate, Chromate und Molybdate“ und dort in die Abteilung der „Sulfate“ ein. Hier ist er als Namensgeber in der „Klyuchevskitgruppe“ mit der System-Nr. 28.04.06 innerhalb der Unterabteilung „Wasserfreie Säuren und Sulfate mit verschiedenen Formeln“ zu finden.

## Chemismus
In der idealen (theoretischen) Zusammensetzung von Klyuchevskit mit der Summenformel K3Cu3Fe3+O2(SO4)4 oder auch der kristallchemischen Strukturformel K3Cu3Fe[O2|(SO4)4] besteht das Mineral im Verhältnis aus je drei Kalium- (K+) und Kupfer- (Cu2+) sowie einem Eisen-Kation (Fe3+), denen zwei Sauerstoff- (O2−) und vier Sulfat-Anionen [SO4]2− gegenüber stehen.
Diese Zusammensetzung entspricht einem Massenanteil (Gewichts-%) in der Oxidform von 18,11 Gew.-% K2O, 30,59 Gew.-% CuO, 10,24 Gew.-% Fe2O3 und 41,06 Gew.-% SO3.
Die Auswertung der Mikrosondenanalysen an 25 Körnern von natürlichen Klyuchevskit-Mineralproben vom Tolbatschik ergab dagegen eine leicht abweichende, durchschnittliche Zusammensetzung von 18,17 Gew.-% K2O, 31,15 Gew.-% CuO, 7,86 Gew.-% Fe2O3 und 40,98 Gew.-% SO3 sowie zusätzlich 1,38 Gew.-% Al2O3, 0,71 Gew.-% PbO, 0,04 Gew.-% ZnO, 0,13 Gew.-% Cl (–O = Cl2 = 0,03).
Auf der Basis von insgesamt 18 Sauerstoffatomen errechnet sich daraus die empirische Formel K3,00(Cu3,05Pb0,02)3,07(Fe3+0,77Al0,21)0,98O2(S3,98O16), die zu K3Cu3(Fe3+,Al)O2(SO4)4 idealisiert wurde.

## Kristallstruktur
Klyuchevskit kristallisiert monoklin in der Raumgruppe I2 (Raumgruppen-Nr. 5, Stellung 3) mit den Gitterparametern a = 18,67 Å; b = 4,94 Å; c = 18,40 Å und β = 101,5° sowie vier Formeleinheiten pro Elementarzelle.

## Eigenschaften
An der feuchten Luft hydratisiert der wasserlösliche Klyuchevskit innerhalb von einer Woche.

## Bildung und Fundorte
Klyuchevskit bildet sich in Hohlräumen an vulkanischen Fumarolen. Als Begleitminerale können unter anderem Alarsit, Atlasovit, Fedotovit, Hämatit, Kamchatkit, Lammerit, Langbeinit, Nabokoit, Ponomarevit und Tenorit auftreten.
Bisher konnte Klyuchevskit nur an seiner Typlokalität im Bereich der großen Spalteneruption sowie an der nahe gelegenen Fumarole Jadowitaja am zweiten Schlackenkegel des Tolbatschik auf Kamtschatka entdeckt werden (Stand 2020).